# Brno-Horní Heršpice
Brno-Horní Heršpice – stacja kolejowa w Brnie przy ulicy Výpravní 109/16, w kraju południowomorawskim, w Czechach. Znajdują się tu 4 perony.